# لو أنطونيو
لو أنطونيو (بالإنجليزية: Lou Antonio)‏ مواليد 23 يناير 1934 في أوكلاهوما سيتي، الولايات المتحدة، هو ممثل أمريكي بدأ مسيرته الفنية سنة 1968. امتدت مسيرته الفنية لأكثر من 39 عاما.

## الأعمال
- مكبث
- روعة بين العشب
- أمريكا أمريكا
- ذا فيرجينيان
- كول هاند لوك
- آي دريم أوف جيني
- بونانزا
- غان سموك
- بيويتشد
- هاواي فايف أو

## روابط خارجية
- لو أنطونيو على موقع IMDb (الإنجليزية)
- لو أنطونيو على موقع ألو سيني (الفرنسية)
- لو أنطونيو على موقع أول موفي (الإنجليزية)
- لو أنطونيو على موقع قاعدة بيانات برودواي على الإنترنت (الإنجليزية)
- لو أنطونيو على موقع قاعدة بيانات الأفلام السويدية (السويدية)
- لو أنطونيو على موقع قاعدة بيانات الفيلم (الإنجليزية)
- لو أنطونيو على موقع كينوبويسك (الروسية)